# Bahnhof Sugamo
Der Bahnhof Sugamo (jap. 巣鴨駅, Sugamo-eki) ist ein Bahnhof in der japanischen Hauptstadt Tokio, der von den Bahngesellschaften JR East und Toei bedient wird. Er befindet sich im Osten des Bezirks Toshima und ist ein Umsteigeknoten zwischen Eisenbahn und U-Bahn.

## Verbindungen
Sugamo ist ein Zwischenbahnhof an der von JR East betriebenen Yamanote-Linie. Sie verläuft ringförmig um die gesamte Tokioter Innenstadt und gehört zu den am intensivsten genutzten Bahnstrecken der Welt. Nahverkehrszüge fahren – in beiden Richtungen – tagsüber alle fünf Minuten, während der Hauptverkehrszeit alle drei bis vier Minuten. Der U-Bahnhof Sugamo liegt an der Mita-Linie, die zum Toei-Netz des Verkehrsamtes der Präfektur Tokio gehört. Sie verbindet Nishi-takashimadaira mit Meguro, wo eine Durchbindung zur Tōkyū Meguro-Linie nach Hiyoshi besteht. U-Bahn-Züge verkehren tagsüber alle sechs bis sieben Minuten, während der Hauptverkehrszeit alle drei bis vier Minuten.
An der Hauptstraße Hakusan-dōri, die am Bahnhof vorbeiführt und Teil der Nationalstraße 17 ist, befinden sich Bushaltestellen, die von drei Linien der Gesellschaft Toei Bus bedient werden.

## Anlage
Der Bahnhof steht im Stadtteil Sugamo, der zum Bezirk Toshima gehört. An seiner Nordseite erstreckt sich die lange Einkaufsstraße Jizō-dōri, die vor allem bei älteren Menschen beliebt ist. Im Volksmund wird dieser Bereich auch Großmütterchens Harajuku (おばあちゃんの原宿, Obā-chan no Harajuku) genannt. Am Südende dieser Straße steht ein buddhistischer Tempel mit Friedhof, der Jizō geweiht ist. Bei einer rituellen Waschung der dortigen Statuen beten die Gläubigen für Gesundheit und Befreiung von Leiden. In der Nähe befindet sich der Somei-Friedhof.
Die von Südwesten nach Nordosten ausgerichtete Anlage befindet sich in einem Einschnitt und umfasst fünf Gleise, wobei die beiden nördlichsten den hier haltenden Nahverkehrszügen der Yamanote-Linie dienen. Diese liegen an einem vollständig überdachten und mit Bahnsteigtüren ausgestatteten Mittelbahnsteig, während auf den zwei südlich davon gelegenen Gleisen die Züge der Shōnan-Shinjuku-Linie ohne Halt durchfahren und das südlichste als Abstellgleis dient. In der Mitte des Bahnsteigs führen Treppen, Rolltreppen und ein Aufzug hinauf zur Verteilerebene im Erdgeschoss des fünfstöckigen Gebäudekomplexes Atré vie Sugamo, das ein Einkaufszentrum mit zahlreichen Geschäften enthält. Von dort aus führt eine breite Fußgängerbrücke über die Gleise zum südlichen Vorplatz. Eine unterirdische Passage stellt die Verbindung zum nordwestlich gelegenen U-Bahnhof unmittelbar unter der Hauptstraße Hakusan-dōri, der zwei Gleise an einem Mittelbahnsteig umfasst.
Im Fiskaljahr 2019 nutzten durchschnittlich 123.013 Fahrgäste täglich den Bahnhof. Davon entfielen 76.212 auf JR East und 46.801 auf Toei.

## Bilder

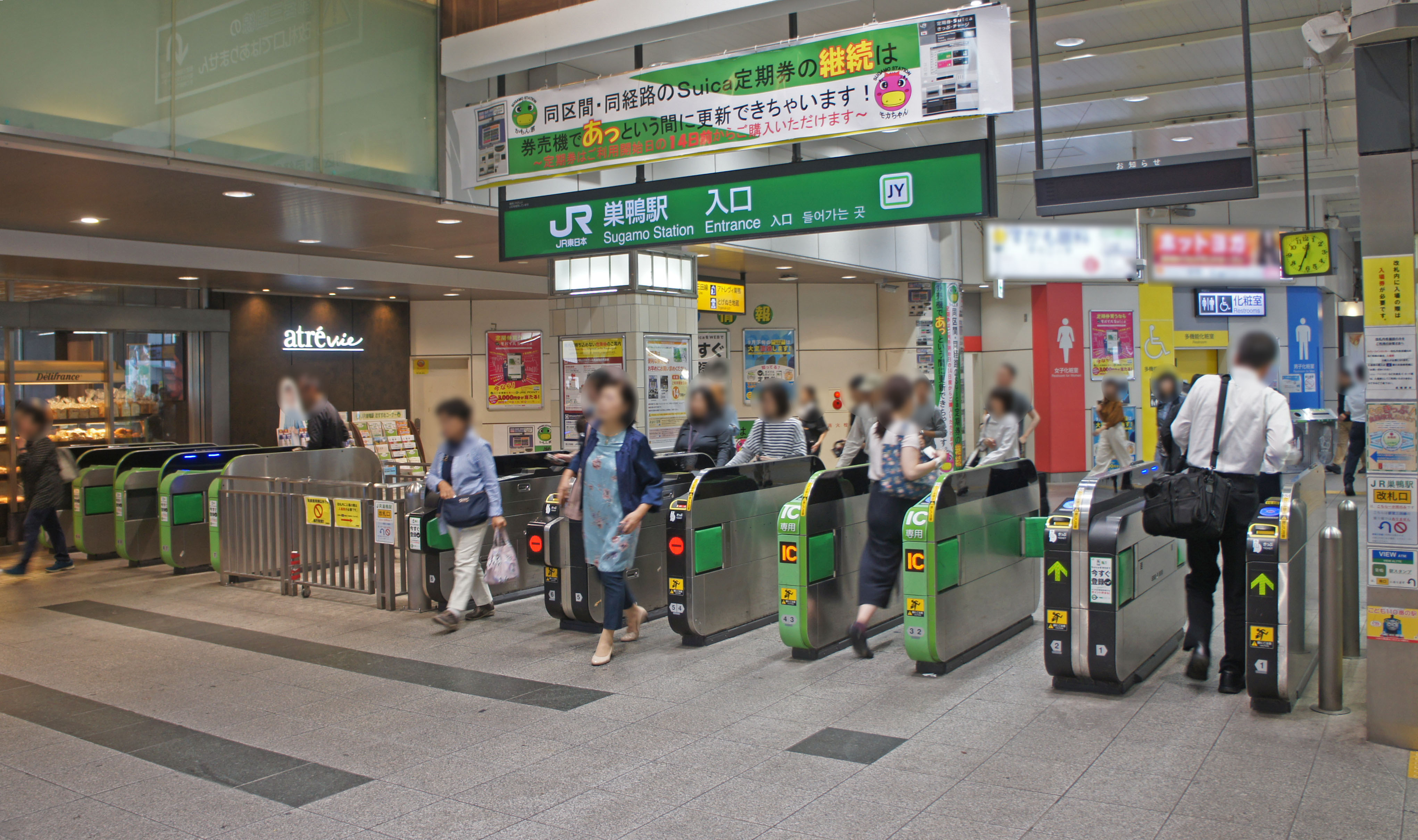
Bahnsteigsperren
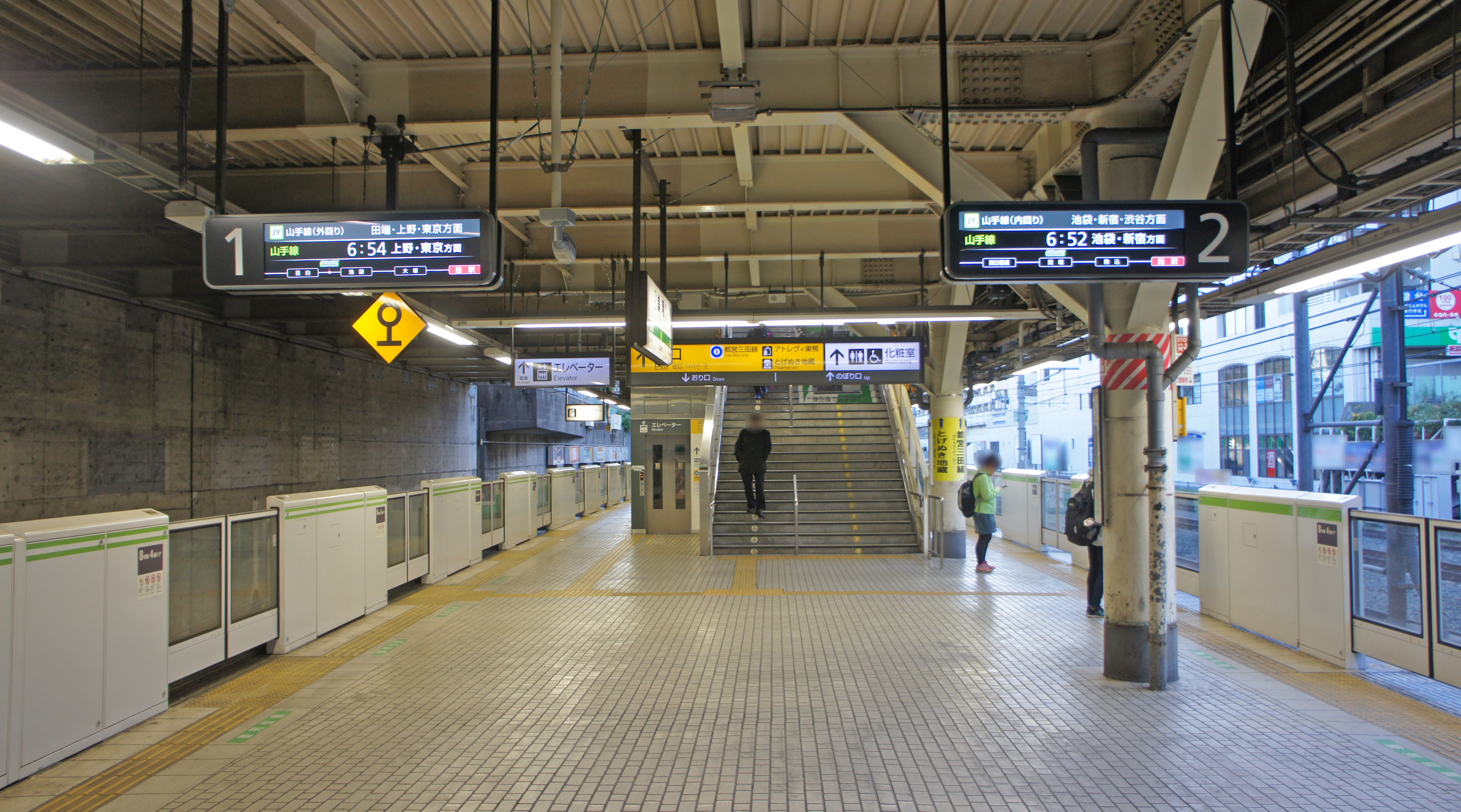
Bahnsteig der Yamanote-Linie
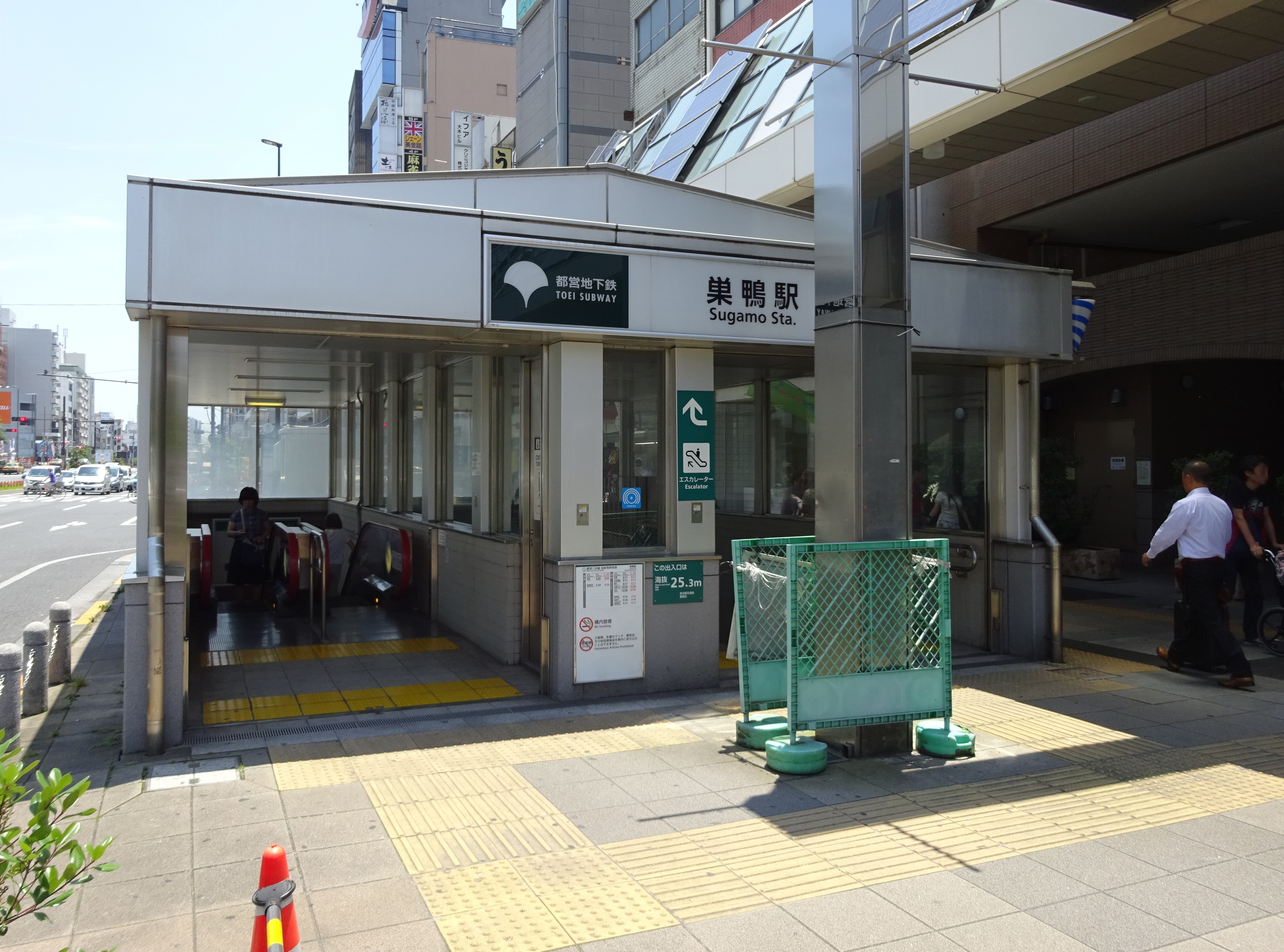
Seiteneingang zur U-Bahn
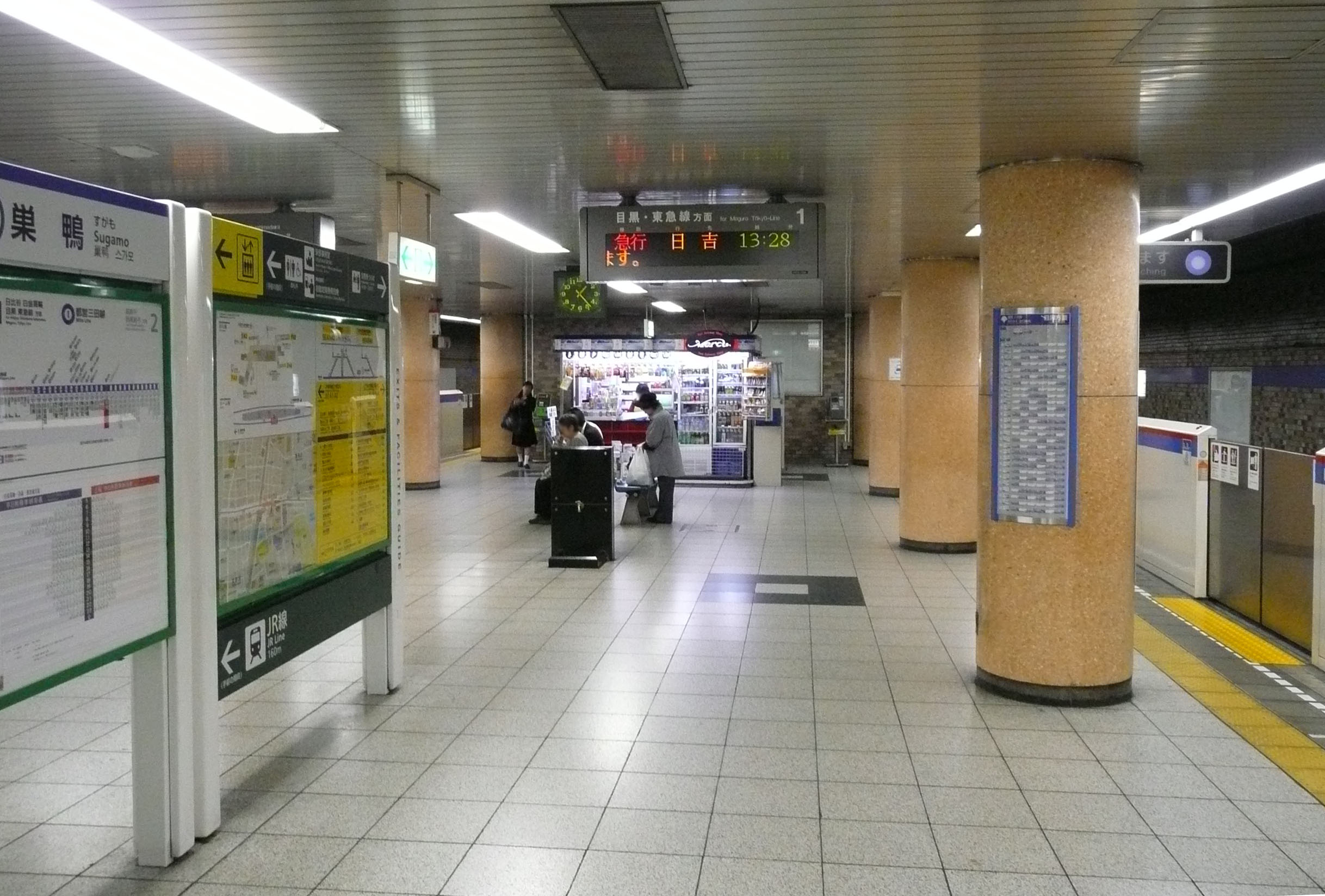
U-Bahnhof

## Gleise
JR East
| 1 | ▉ Yamanote-Linie | Tabata • Ueno • Tokio • Shinagawa |
| 2 | ▉ Yamanote-Linie | Ikebukuro • Shinjuku • Shibuya    |

Toei
| 1 | Mita-Linie | Nishi-takashimadaira                   |
| 2 | Mita-Linie | Suidōbashi • Hibiya • Meguro • Hiyoshi |

## Linien
| Verlauf der Yamanote-Linie |
| --- |
| Shinagawa • Ōsaki • Gotanda • Meguro • Ebisu • Shibuya • Harajuku • Yoyogi • Shinjuku • Shin-Ōkubo • Takadanobaba • Mejiro • Ikebukuro • Ōtsuka • Sugamo • Komagome • Tabata • Nishi-Nippori • Nippori • Uguisudani • Ueno • Okachimachi • Akihabara • Kanda • Tokyo • Yūrakuchō • Shimbashi • Hamamatsuchō • Tamachi • Takanawa Gateway • Shinagawa |

## Geschichte

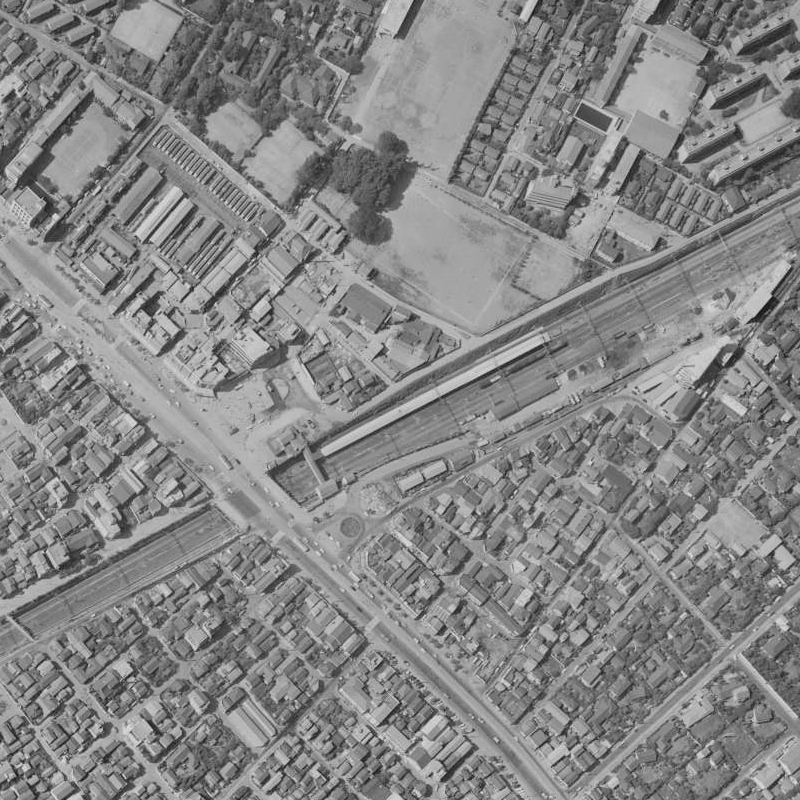
Luftansicht von 1963

Die Nippon Tetsudō, Japans erste private Eisenbahngesellschaft, eröffnete den Bahnhof am 1. April 1903, zusammen mit dem Abschnitt Ikebukuro–Tabata der ab 1909 so bezeichneten Yamanote-Linie. Von Anfang an diente der Bahnhof sowohl dem Personen- als auch dem Güterverkehr. Als Folge des Eisenbahnverstaatlichungsgesetzes ging er am 1. November 1906 an das Eisenbahnamt (das spätere Eisenbahnministerium) über. Luftangriffe der United States Army Air Forces während der Endphase des Pazifikkriegs richteten am 4. März und 13. April 1945 schwere Schäden an. Am 27. Dezember 1968 eröffnete das Verkehrsamt der Präfektur Tokio den ersten Abschnitt der Mita-Linie zwischen Takashimadaira und Sugamo. Der U-Bahnhof war rund dreieinhalb Jahre lang die südliche Endstation, bis zur Inbetriebnahme des Teilstücks nach Hibiya am 30. Juni 1972. Aus Rationalisierungsgründen stellte die Japanische Staatsbahn am 31. März 1979 den Güterumschlag ein. Im Rahmen der Staatsbahnprivatisierung ging der Bahnhof am 1. April 1987 in den Besitz der neuen Gesellschaft JR East über. Nach drei Jahren dauernden Bauarbeiten öffnete der Gebäudekomplex Atré vie Sugamo am 25. März 2010 seine Tore. Im Juni 2013 wurden die Bahnsteige mit Bahnsteigtüren ausgestattet.